# Rozzol Melara

Der Stadtteil Rozzol Melara mit dem Sozialbaukomplex Ater, dahinter rechts Triest am Meer

Rozzol Melara ist ein Stadtteil von Triest. Er liegt auf einer Karst-Anhöhe vier Kilometer östlich des Stadtzentrums. 

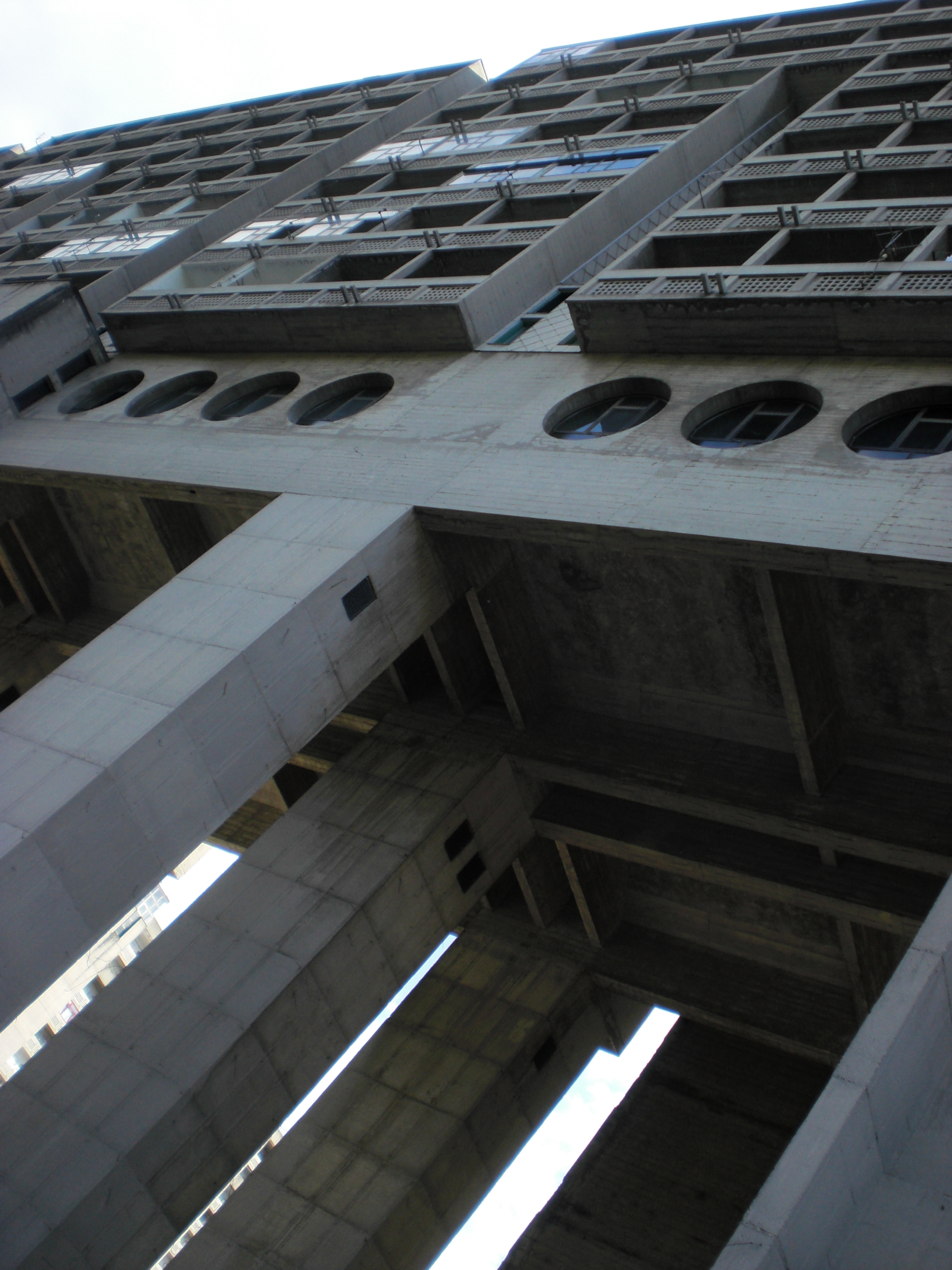
ATER

## ATER
Der Stadtteil (1902 gegründet als Icam) ist bekannt durch den offensichtlich an Le Corbusier orientierten Wohnkomplex Il Quadrilatero der Wohnungsbaugesellschaft Azienda Territoriale per l’Edilizia Residenziale ATER, der auch „ATER“ oder „Alcatraz“ genannt wird. Dieses Beispiel sozialen Wohnungsbaus wurde von einer Gruppe Triester Ingenieure unter Leitung des Architekturbüros von Carlo Celli entworfen; erbaut wurde es zwischen 1969 und 1983. Der unvollständig gebaute Komplex besteht aus zwei L-förmigen, gemeinsam ein Quadrat bildenden Baukörpern mit einem Volumen von 267.000 Kubikmetern mit einer Fläche von 89.000 Quadratmetern. Er umfasst 468 Wohnungen für etwa 2.500 Bewohner. Die ersten Wohnungen wurden zwischen 1979 und 1981 vornehmlich von jungen Paaren bezogen. Ziel des Projektes war es, nach dem Modell der Unité d’Habitation Le Corbusiers eine unabhängige Siedlung zu schaffen, die alle Grundeinrichtungen wie Ladengeschäfte und Schulen bieten sollte. Der Komplex war zwischenzeitlich jedoch heruntergekommen und oft Schauplatz von Vandalismus und anderer Kriminalität; 2002 wurde ein Wettbewerb zur Sanierung ausgeschrieben. 

## Ähnliche Wohnungsbau-Projekte
- Nuovo Corviale (Rom)
- Vele di Scampia (Neapel)
- Rancitelli (Pescara)
- Mamutica
- Zona Espansione Nord ZEN (Palermo)